# کمرد
کَمَرْد روستایی واقع در بخش جاجرود از توابع شهرستان پردیس واقع در استان تهران ایران است.
این روستا در ۲۵ کیلومتری شهر تهران در مسیر جادهٔ آبعلی قرار دارد و دارای آب و هوای کوهستانی و معتدل است. آبشاری به ارتفاع ۲۰ متر که در دیوارهٔ آن یک غار به مساحت ۱۰ مترمربع به نام غار چهل‌دختر وجود دارد در این روستا قرار دارد.
خانه‌های کمرد از دو نوع قدیمی صدساله و ویلاهای نوساز هستند. در این روستا دو امام‌زاده، یکی به نام طیب ابن طاهر که در شرق روستا قرار دارد و منسوب به امام زین‌العابدین، امام چهارم است، و دیگری به نام دو برادران که مزار آنها در کنار چشمهٔ کوچکی به نام چشمهٔ دو برادران با تعدادی درخت و تنها با یک سنگ بزرگ مشخص است و در کمرکش کوه جنوبی روستا به نام نسوم قرار گرفته‌است.

## جمعیت
این روستا که در دهستان جاجرود از توابع بخش جاجرود واقع شده‌است، براساس سرشماری مرکز آمار ایران در سال ۱۳۹۵ داری جمعیتی ایرانی برابر با ۷۶۲ نفر (۱۷۴ خانوار) بوده‌است.

## نگارخانه

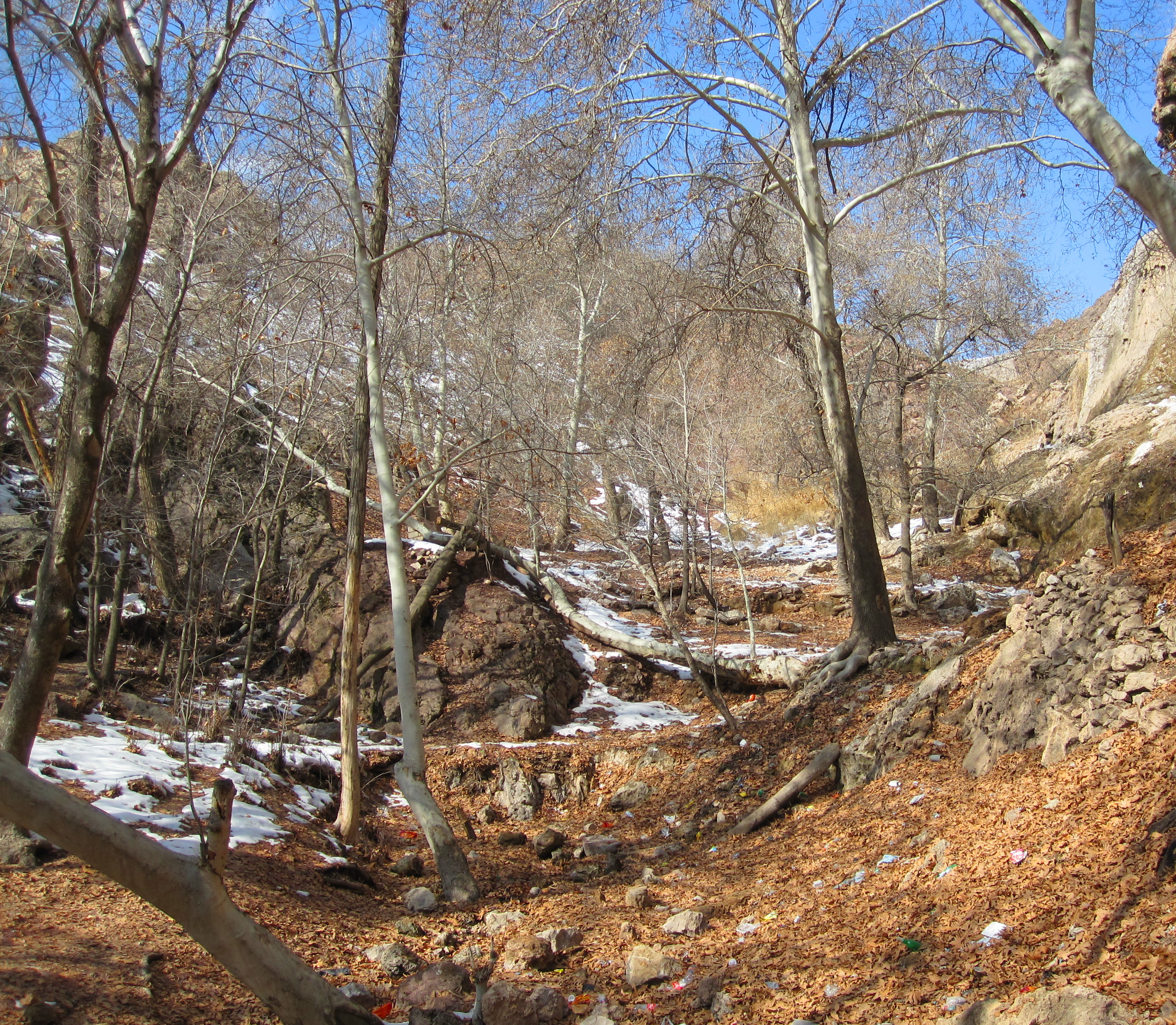
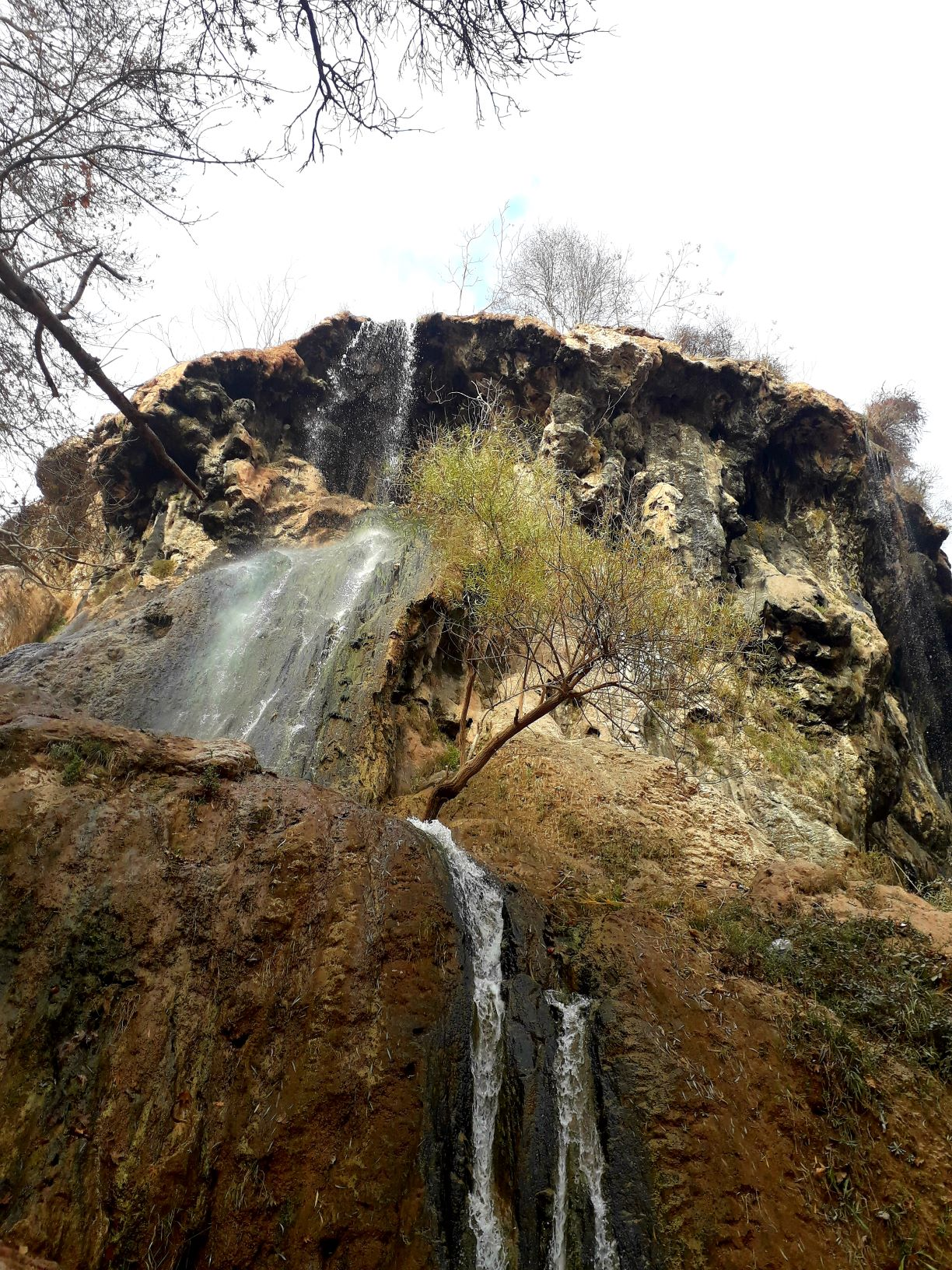
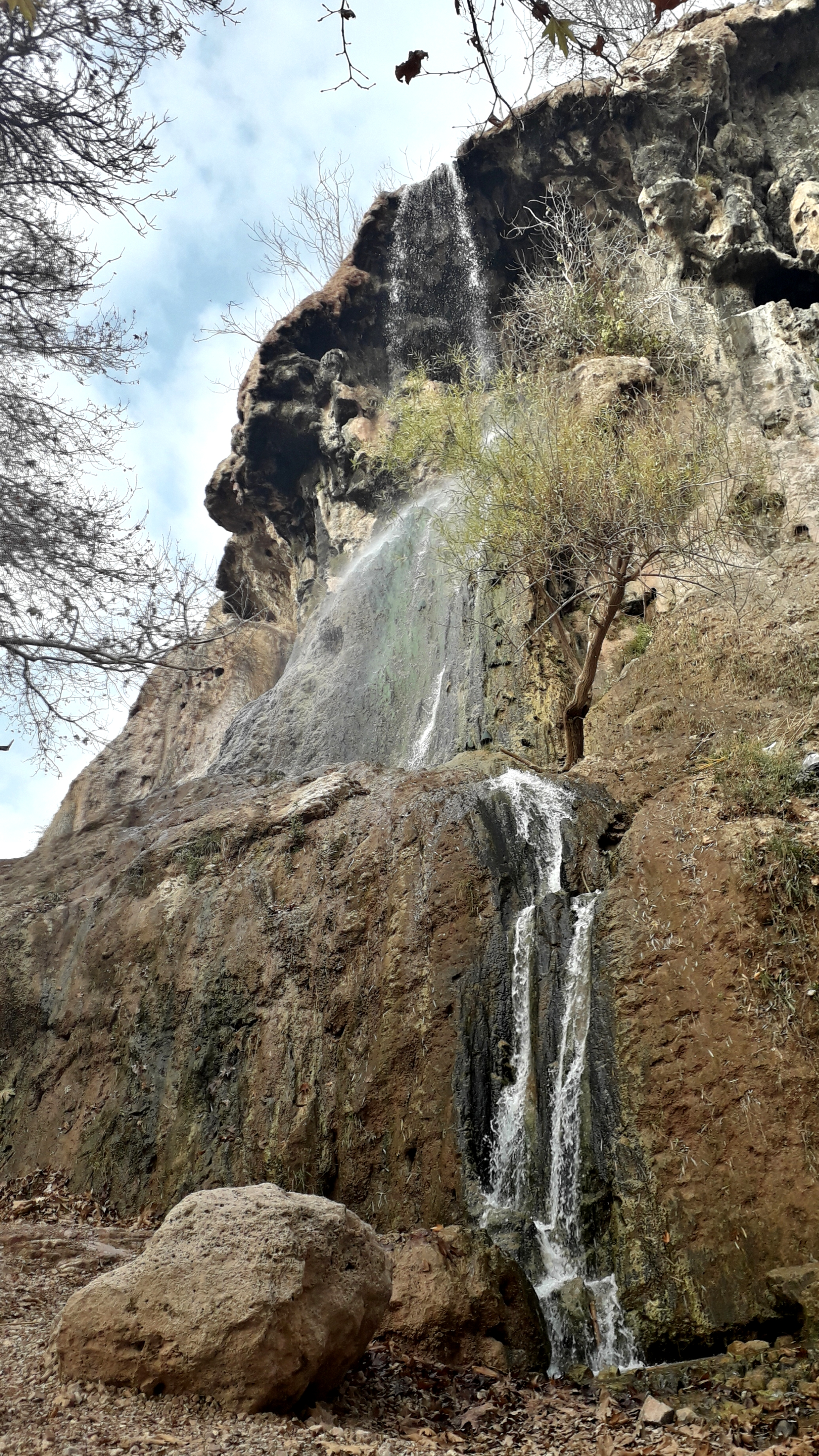